# Infinitesimal
Infinitesimal (af latin infinitesimus) er en betegnelse for noget, der er så uendeligt småt, at der ikke umiddelbart er nogen måde at se eller måle værdien på. Ordet bruges ofte i matematik.
Når man løser intregraler og differential-ligninger, taler man om 𝛥y og 𝛥x. De er meget små og bevæger sig mod 0 – alt efter hvor præcis udregning og intervaller er.
Infinitesimal er defineret ved at være større end 0, men der findes ikke nogen tal mellem 0 og infinitesimal. Ligesom uendelig kan det ikke skrives som et tal, eftersom der så ville findes et tal mindre end infinitesimal og større end 0, hvilket strider imod definitionen. At der altid er et tal mellem 0 og x, kan bevises med formlen:
For x > 0, så vil 0 < x/2 < x
| Matematik | Spire Denne artikel om matematik er en spire som bør udbygges. Du er velkommen til at hjælpe Wikipedia ved at udvide den. |